# Shigeto Masuda
Shigeto Masuda (増田 繁人 Masuda Shigeto?), född 11 juni 1992 i Chiba prefektur, är en japansk fotbollsspelare.
Masuda började sin karriär 2011 i Albirex Niigata. Efter Albirex Niigata spelade han för Thespakusatsu Gunma, Oita Trinita, FC Machida Zelvia och Fagiano Okayama.